# Cala Pallerida
La cala Pallerida o cala del Polvorí, és una platja natural del municipi de Palamós (Baix Empordà), situada al nord de la població, entre la platja de la Fosca i la platja de Castell, separada de la cala s'Alguer per unes roques. Té una longitud de 151 metres i una amplada de 9 metres, formada per grava i còdols. A la platja hi ha les Barraques de cala Pallerida, antigues barraques de pescadors, que estan incloses a l'Inventari del Patrimoni Arquitectònic de Catalunya. La cala està rodejada pel camí de ronda i la pineda d'en Gori.